# 相馬福島道路
相馬福島道路（そうまふくしまどうろ）は、福島県相馬市山上から同県伊達郡桑折町松原に至る自動車専用道路（国道115号）である。
東北中央自動車道に並行する一般国道の自動車専用道路として整備されている。国土交通省東北地方整備局磐城国道事務所と福島河川国道事務所が事業を行っている。
高速道路ナンバリングによる路線番号は、「E13」が割り振られている。
2011年（平成23年）7月に取りまとめられた「東日本大震災からの復興の基本方針」に基づき、従来、国道115号バイパスとして整備されていた霊山道路と阿武隈東道路を含む福島市から相馬市までの全線を緊急整備する（概ね10年での全線供用を目標）ことになり、このうち相馬IC・霊山IC間が2011年度（平成23年度）3次補正予算で事業化された。残る霊山IC・東北自動車道桑折JCT間の区間も2013年度（2015年度）に事業化され、2021年（令和3年）4月24日の霊山IC・伊達桑折IC間開通により全線開通した。

## 概要
- 路線名：国道115号相馬福島道路
- 起点：福島県相馬市山上
- 終点：福島県伊達郡桑折町松原
- 規格：第1種第3級
- 設計速度：80 km/h
- 最急勾配 : 4%
- 車線数：2車線

## 事業名

### 相馬西道路

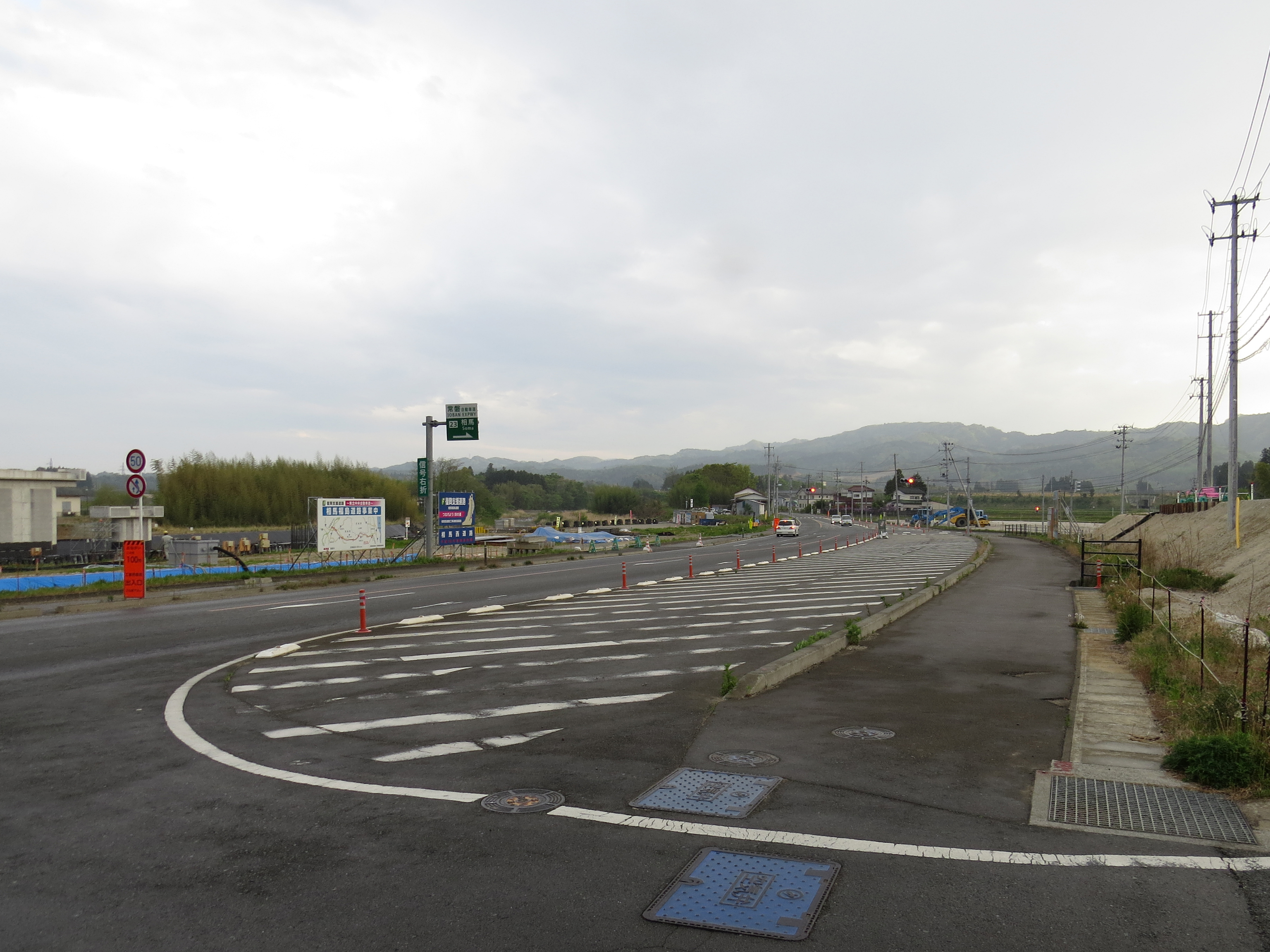
起点となる相馬IC(2017年5月)

相馬西道路（そうまにしどうろ）は、相馬ICから相馬山上ICに至る区間の事業名である。東日本大震災からの復興を目的として2011年度（平成23年度）第3次補正予算で新規事業化され、2013年（平成25年）2月に着工した。2019年（令和元年）12月22日開通。

#### 諸元
- 路線名：国道115号相馬西道路[6]
- 起点：福島県相馬市山上
- 終点：福島県相馬市山上
- 延長：6.0 km
- 規格：第1種第3級
- 設計速度：80 km/h
- 車線数：2車線

### 阿武隈東道路
阿武隈東道路（あぶくまひがしどうろ）は、相馬山上ICから相馬玉野ICに至る区間の事業名である。宮城県伊具郡丸森町を経由するが、出入口は設けられない。国道115号の狭隘区間を解消するために、国道115号バイパスとして、2004年度（平成16年度）に事業着手し、2007年度（平成19年度）に着工した。2017年（平成29年）3月26日開通。

#### 諸元
- 路線名：国道115号阿武隈東道路
- 起点：福島県相馬市山上
- 終点：福島県相馬市東玉野
- 延長：10.7 km
- 規格：第1種第3級
- 設計速度：80 km/h
- 車線数：2車線

### 阿武隈東 - 阿武隈間
相馬玉野IC - 霊山飯舘IC間は、東日本大震災からの復興を目的として2011年度（平成23年度）第3次補正予算で新規事業化され、2013年（平成25年）11月16日着工し、2018年（平成30年）3月10日開通。

#### 諸元
- 路線名：国道115号相馬福島道路（阿武隈東〜阿武隈）
- 起点：福島県相馬市東玉野
- 終点：福島県伊達市霊山町石田
- 延長：5.0 km
- 規格：第1種第3級
- 設計速度：80 km/h
- 車線数：2車線

### 霊山道路

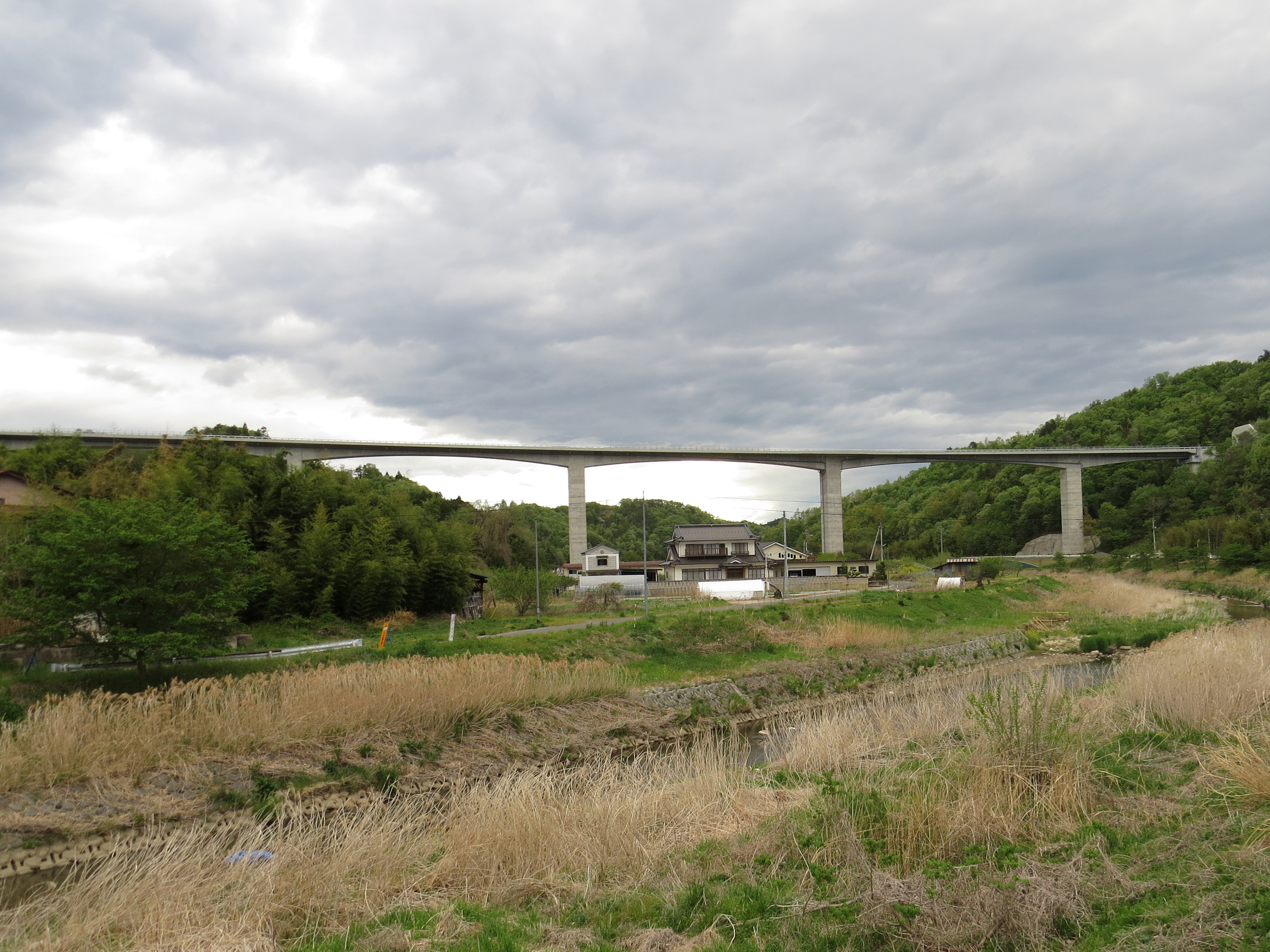
伊達市内で建設中の様子(2017年5月)

霊山道路（りょうぜんどうろ）は、霊山飯舘ICと霊山ICを結ぶ延長10.5 kmの区間の事業名である。国道115号の狭隘区間を解消するために、国道115号バイパスとして、2008年度（平成20年度）に事業着手し、2012年（平成24年）11月に着工、2018年（平成30年）3月10日開通。

#### 諸元
- 路線名：国道115号霊山道路
- 起点：福島県伊達市霊山町石田
- 終点：福島県伊達市霊山町下小国
- 延長：12.0 km
- 規格：第1種第3級
- 設計速度：80 km/h
- 車線数：2車線

### 霊山 - 福島間
霊山IC - 桑折JCT間は2012年（平成24年）7月に都市計画決定され、2013年（平成25年）に事業化された。計画段階では伊達市霊山町から桑折町に直進する北回りルートと福島市を経由して桑折町に入る南回りルートが検討されたが、建設費用や時間短縮効果の優れた北回りルートが採用された。伊達中央ICで福島県道4号福島保原線と、伊達桑折ICでは国道4号とそれぞれ接続する。伊達桑折IC - 桑折JCT間は2020年（令和2年）8月2日に開通した。霊山IC - 伊達桑折IC間は2020年（令和2年）度末に開通予定だったが、2021年（令和3年）2月13日の福島県沖地震の影響で、同区間内4か所の橋梁の橋脚伸縮装置の補修が必要となり延期され、同年4月24日開通となった。

#### 諸元
- 路線名：国道115号相馬福島道路（霊山〜福島）
- 起点：福島県伊達市霊山町下小国
- 終点：福島県伊達郡桑折町松原
- 延長：12.2 km
- 幅 : 13.5m
- 規格：第1種第3級
- 設計速度：80 km/h
- 車線数：2車線
- 計画交通量 : 13500台/日
- 最急勾配 : 4%

## 歴史
- 1987年（昭和62年）
  - 6月30日 : 相馬 - 横手が東北中央縦貫自動車道として高規格幹線道路に構想される[19]。
  - 9月1日 : 相馬市 - 横手市が東北中央自動車道として国土開発幹線自動車道の予定路線とされる[20]。
- 1997年（平成9年）2月5日 : 相馬市 - 福島市が東北中央自動車道相馬尾花沢線として高速自動車国道に指定される[21]。
- 2004年（平成16年）度 : 阿武隈東道路が事業着手[9]。
- 2007年（平成19年）度 : 阿武隈東道路が着工[9]。
- 2008年（平成20年）度 : 霊山道路が事業着手[11]。
- 2011年（平成23年）度 : 相馬西道路、阿武隈東IC - 阿武隈IC間が事業着手[3]。
- 2012年（平成24年）
  - 7月20日 : 霊山IC - 桑折JCT間都市計画決定[22]。
  - 11月27日 : 霊山道路が着工[14]。
- 2013年（平成25年）
  - 2月9日 : 相馬西道路が着工[7]。
  - 年度内 : 霊山 - 福島間が事業着手[4]。
  - 11月16日 : 阿武隈東 - 阿武隈間が着工[12]。
- 2014年（平成26年）9月28日 : 霊山 - 桑折JCT間が着工。
- 2017年（平成29年）3月26日 : 阿武隈東道路開通[10]。
- 2018年（平成30年）3月10日 : 相馬玉野IC - 霊山IC間開通[13]。
- 2019年（令和元年）12月22日 : 相馬IC - 相馬山上IC間開通[8]。
- 2020年（令和2年）8月2日 : 伊達桑折IC - 桑折JCT間開通[16]。
- 2021年（令和3年）
  - 2月13日：この日発生した、福島県沖を震源とする地震の影響で、霊山IC - 伊達桑折IC間の開通時期が2020年度末から2021年GW頃に繰り下げられることが2月19日に発表[18]。
  - 4月24日 : 霊山IC - 伊達桑折IC間開通により全線開通[5]。

## インターチェンジなど
- 全区間福島県内に所在。
- IC番号欄の背景色が■である区間は既開通区間に存在する。
施設欄の背景色が■である区間は未開通区間または未供用施設に該当する。

| IC 番号 | 施設名     | 接続路線名                | 相馬から (km) | 備考        | 所在地 | 所在地 |
| ------- | ---------- | ------------------------- | ------------- | ----------- | ------ | ------ |
| 23      | 相馬IC/JCT | E6 常磐自動車道 国道115号 | 0.0           |             | 福島県 | 相馬市 |
| 1       | 相馬山上IC | 国道115号                 | 6.0           | 桑折JCT方面 | 福島県 | 相馬市 |
| 2       | 相馬玉野IC | 国道115号                 | 16.5          | 相馬方面    | 福島県 | 相馬市 |
| 3       | 霊山飯舘IC | 国道115号                 | 21.5          | 桑折JCT方面 | 福島県 | 伊達市 |
| 4       | 霊山IC     | 国道115号                 | 33.5          |             | 福島県 | 伊達市 |
| 5       | 伊達中央IC | 県道4号福島保原線         | 40.9          |             | 福島県 | 伊達市 |
| 6       | 伊達桑折IC | 国道4号                   | 43.7          |             | 福島県 | 伊達市 |
| 22-1    | 桑折JCT/TB | E4 東北自動車道           | 45.7          |             | 福島県 | 桑折町 |

## 主なトンネルと橋梁
- 完成2車線であり、トンネルは上下線で1本。
- 名称中の「（トンネル）」「（橋梁）」は仮称未詳、長さ中の「-」は未詳、括弧付きの数字は概数。

| 区間 （道路名）                        | 数       | 数   | 名称           | 長さ (m) | 備考   |
| -------------------------------------- | -------- | ---- | -------------- | -------- | ------ |
| 区間 （道路名）                        | トンネル | 橋梁 | 名称           | 長さ (m) | 備考   |
| 相馬IC-相馬山上IC （相馬西道路）       | 2        | 4    | 荒屋鋪大橋     | 178      | [ 6 ]  |
| 相馬IC-相馬山上IC （相馬西道路）       | 2        | 4    | 今田高架橋     | 785      | [ 6 ]  |
| 相馬IC-相馬山上IC （相馬西道路）       | 2        | 4    | 前原橋         | 15       | [ 8 ]  |
| 相馬IC-相馬山上IC （相馬西道路）       | 2        | 4    | 塩手山トンネル | 1,801    | [ 6 ]  |
| 相馬IC-相馬山上IC （相馬西道路）       | 2        | 4    | 横川高架橋     | 423      | [ 6 ]  |
| 相馬IC-相馬山上IC （相馬西道路）       | 2        | 4    | 円渕トンネル   | 963      | [ 6 ]  |
| 相馬山上IC-相馬玉野IC （阿武隈東道路） | 4        | 7    | 胴切大橋       | 120      | [ 23 ] |
| 相馬山上IC-相馬玉野IC （阿武隈東道路） | 4        | 7    | 物倉大橋       | 140      | [ 23 ] |
| 相馬山上IC-相馬玉野IC （阿武隈東道路） | 4        | 7    | 東楢這橋       | 61       | [ 23 ] |
| 相馬山上IC-相馬玉野IC （阿武隈東道路） | 4        | 7    | 中楢這橋       | 68       | [ 23 ] |
| 相馬山上IC-相馬玉野IC （阿武隈東道路） | 4        | 7    | 西楢這橋       | 98       | [ 23 ] |
| 相馬山上IC-相馬玉野IC （阿武隈東道路） | 4        | 7    | 楢這トンネル   | 1,493    | [ 23 ] |
| 相馬山上IC-相馬玉野IC （阿武隈東道路） | 4        | 7    | 萩平トンネル   | 1,023    | [ 23 ] |
| 相馬山上IC-相馬玉野IC （阿武隈東道路） | 4        | 7    | 松ヶ房橋       | 24.4     | [ 24 ] |
| 相馬山上IC-相馬玉野IC （阿武隈東道路） | 4        | 7    | 松ヶ房トンネル | 1,319    | [ 23 ] |
| 相馬山上IC-相馬玉野IC （阿武隈東道路） | 4        | 7    | 新玉野トンネル | 968      | [ 23 ] |
| 相馬山上IC-相馬玉野IC （阿武隈東道路） | 4        | 7    | 玉野川橋       | 22.5     | [ 6 ]  |
| 相馬玉野IC-霊山飯舘IC                  | 0        | 3    | 1号橋          | -        | [ 11 ] |
| 相馬玉野IC-霊山飯舘IC                  | 0        | 3    | 2号橋          | -        | [ 11 ] |
| 相馬玉野IC-霊山飯舘IC                  | 0        | 3    | 石田川橋       | -        | [ 11 ] |
| 霊山飯舘IC-霊山IC （霊山道路）         | 7        | 8    | 行合道橋       | 38       | [ 11 ] |
| 霊山飯舘IC-霊山IC （霊山道路）         | 7        | 8    | 庄司渕トンネル | 929      | [ 11 ] |
| 霊山飯舘IC-霊山IC （霊山道路）         | 7        | 8    | 熊屋敷橋       | 67       | [ 11 ] |
| 霊山飯舘IC-霊山IC （霊山道路）         | 7        | 8    | 腰巡トンネル   | 889      | [ 11 ] |
| 霊山飯舘IC-霊山IC （霊山道路）         | 7        | 8    | 広前橋         | 81       | [ 11 ] |
| 霊山飯舘IC-霊山IC （霊山道路）         | 7        | 8    | 金弁蔵トンネル | 626      | [ 11 ] |
| 霊山飯舘IC-霊山IC （霊山道路）         | 7        | 8    | 犬飼大橋       | 173      | [ 11 ] |
| 霊山飯舘IC-霊山IC （霊山道路）         | 7        | 8    | 布川大橋       | 203      | [ 11 ] |
| 霊山飯舘IC-霊山IC （霊山道路）         | 7        | 8    | 宝直トンネル   | 161      | [ 11 ] |
| 霊山飯舘IC-霊山IC （霊山道路）         | 7        | 8    | 七ツ窪トンネル | 1,404    | [ 11 ] |
| 霊山飯舘IC-霊山IC （霊山道路）         | 7        | 8    | 当保志橋       | 80       | [ 11 ] |
| 霊山飯舘IC-霊山IC （霊山道路）         | 7        | 8    | 馬舘山トンネル | 367      | [ 11 ] |
| 霊山飯舘IC-霊山IC （霊山道路）         | 7        | 8    | 境ノ目トンネル | 175      | [ 11 ] |
| 霊山飯舘IC-霊山IC （霊山道路）         | 7        | 8    | 月舘高架橋     | 462      | [ 11 ] |
| 霊山飯舘IC-霊山IC （霊山道路）         | 7        | 8    | 御代田こ道橋   | 40       | [ 11 ] |
| 霊山IC-伊達中央IC                      | 4        | 6    | 小国大橋       | 130      | [ 18 ] |
| 霊山IC-伊達中央IC                      | 4        | 6    | 掛田大橋       | 175      | [ 18 ] |
| 霊山IC-伊達中央IC                      | 4        | 6    | 掛田トンネル   | 421      | [ 18 ] |
| 霊山IC-伊達中央IC                      | 4        | 6    | 柱田トンネル   | 301      | [ 25 ] |
| 霊山IC-伊達中央IC                      | 4        | 6    | 富沢トンネル   | 433      | [ 18 ] |
| 霊山IC-伊達中央IC                      | 4        | 6    | 富沢大橋       | 236      | [ 18 ] |
| 霊山IC-伊達中央IC                      | 4        | 6    | 大柳大橋       | 352      | [ 18 ] |
| 霊山IC-伊達中央IC                      | 4        | 6    | 上保原トンネル | 305      | [ 18 ] |
| 霊山IC-伊達中央IC                      | 4        | 6    | 上保原こ線橋   | 85       | [ 18 ] |
| 霊山IC-伊達中央IC                      | 4        | 6    | 上保原こ道橋   | 21       | [ 18 ] |
| 伊達中央IC-伊達桑折IC                  | 0        | 4    | 中曽根こ道橋   | 33       | [ 18 ] |
| 伊達中央IC-伊達桑折IC                  | 0        | 4    | 宮本こ道橋     | 32       | [ 18 ] |
| 伊達中央IC-伊達桑折IC                  | 0        | 4    | 伊達大橋       | 398      | [ 18 ] |
| 伊達中央IC-伊達桑折IC                  | 0        | 4    | 国道4号こ道橋  | 42       | [ 18 ] |
| 伊達桑折IC-桑折JCT                     | 0        | 2    | 桑折高架橋     | 1,218    | [ 25 ] |
| 伊達桑折IC-桑折JCT                     | 0        | 2    | 桑折JCT橋      | 42       | [ 25 ] |